# Kreideane, Bilovodsk
Kreideane (în ucraineană Крейдяне) este un sat în comuna Novolîmarivka din raionul Bilovodsk, regiunea Luhansk, Ucraina.

## Demografie
Componența lingvistică a localității Kreideane
     Ucraineană (87,83%)
     Rusă (12,17%)
Conform recensământului din 2001, majoritatea populației localității Kreideane era vorbitoare de ucraineană (87,83%), existând în minoritate și vorbitori de rusă (12,17%).